# Episodi di Invader Zim (seconda stagione)
La seconda stagione della serie animata Invader Zim, composta da 7 episodi (9 segmenti), è stata trasmessa negli Stati Uniti d'America da Nicktoons dal 10 giugno 2006 al 19 agosto 2006 (Ad eccezione de Il Natale più orribile della storia, andato in onda il 10 dicembre 2002). La stagione doveva avere più episodi prodotti, ma la serie è stata bruscamente interrotta per bassi ascolti e molti di essi sono diventati incompiuti.
In Italia la stagione è stata trasmessa dal 2 settembre 2009 su Nickelodeon.
| nº | Titolo originale                          | Titolo italiano                     | Prima TV USA     | Prima TV Italia  |
| -- | ----------------------------------------- | ----------------------------------- | ---------------- | ---------------- |
| 1  | Backseat Drivers from Beyond the Stars    | Invito guidato                      | 10 giugno 2006   | 2 settembre 2009 |
| 2a | Mortos der Soulstealer                    |                                     | 17 giugno 2006   | 2009             |
| 2b | Zim Eats Waffles                          |                                     | 17 giugno 2006   | 2009             |
| 3a | The Girl Who Cried Gnome                  | Piede nella fossa                   | 15 luglio 2006   | 2009             |
| 3b | Dibship Rising                            | Dib navicella                       | 15 luglio 2006   | 2009             |
| 4a | Vindicated!                               | Chi la fa l'aspetti                 | 22 luglio 2006   | 2009             |
| 4b | The Voting of the Doomed                  | Elezioni                            | 22 luglio 2006   | 2009             |
| 5  | Gaz, Taster of Pork                       |                                     | 12 agosto 2006   | 2009             |
| 6  | The Frycook What Came from All That Space | Dalla cucina con vendetta           | 19 agosto 2006   | 2009             |
| 7  | The Most Horrible X-Mas Ever              | Il Natale più orribile della storia | 10 dicembre 2002 | 2009             |